# Synedrella
Synedrella là một chi thực vật có hoa trong họ Cúc (Asteraceae).

## Loài
Chi Synedrella gồm các loài: